# Adobe Captivate
| Adobe Captivate |                               |
| --- | ----------------------------- |
| \| Software de: \| Adobe \| \| Plataforma: \| Windows, Mac \| \| Usado para: \| Animaciones flash de muestras \| \| Extensión: \| *.swf \| \| MIME: \| media/shockwaveflash \| \| Licencia \| No libre \| \| Sitio web \| ... \| |                               |
| Software de: | Adobe                         |
| Plataforma: | Windows, Mac                  |
| Usado para: | Animaciones flash de muestras |
| Extensión: | *.swf                         |
| MIME: | media/shockwaveflash          |
| Licencia | No libre                      |
| Sitio web | ...                           |

Adobe Captivate es una aplicación en forma de estudio de edición que permite a los usuarios crear de forma fácil simulaciones de muestreo para presentaciones basadas en tomas o "capturas" de video en la pantalla del monitor y reproducibles en formato SWF o HTML5 en las  versiones más recientes (v.8.0 y superiores). 

## Uso en la educación
Con Adobe Captivate®, los educadores pueden desarrollar de forma fácil y rápida completas simulaciones Multimedia para cursos de formación efectivos y demostraciones guiadas con la opción de incorporar sistemas de gestión del aprendizaje para LMS (SCORM, AICC y xAPI). Así pues es muy usado en los cursos por internet.

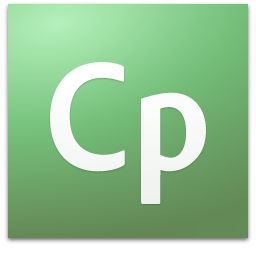
Adobe Captivate 3

- Datos: Q360071
- Multimedia: Adobe Captivate icons / Q360071